# Медаль Добровольців-засновників Війська Литовського
Меда́ль Доброво́льців-засно́вників Ві́йська Лито́вського (лит. Lietuvos kariuomenės kūrėjų savanorių medalis — відомча нагорода Міністерства охорони краю Литви, до 2002 року — державна нагорода Литовської Республіки.

## Історія
У 1940 році, після першої окупації Литви радянськими військами та приєднання її до СРСР, нагороду було скасовано.
Верховна Рада Литовської Республіки 12 вересня 1991 законом «Про ордени, медалі та інші відзнаки» Nr.I-1799 відродила всі державні нагороди, що існували в Литві з 1 вересня 1930 року, крім медалі Первістків Війська.

## Положення про нагороду
|  | Цей розділ статті ще не написано . Ви можете допомогти проєкту, написавши його. |
|  | Цей розділ статті ще не написано. Ви можете допомогти проєкту, написавши його.  |

| Лицьова сторона | Зворотна сторона | Деталі |
| --------------- | ---------------- | ------ |
|                 |                  |        |
|                 |                  |        |